# Pseudodiploexochus silvavagans
Pseudodiploexochus silvavagans is een pissebed uit de familie Armadillidae. De wetenschappelijke naam van de soort is voor het eerst geldig gepubliceerd in 1958 door Thomas Theodore Barnard.